# Perro de protesta

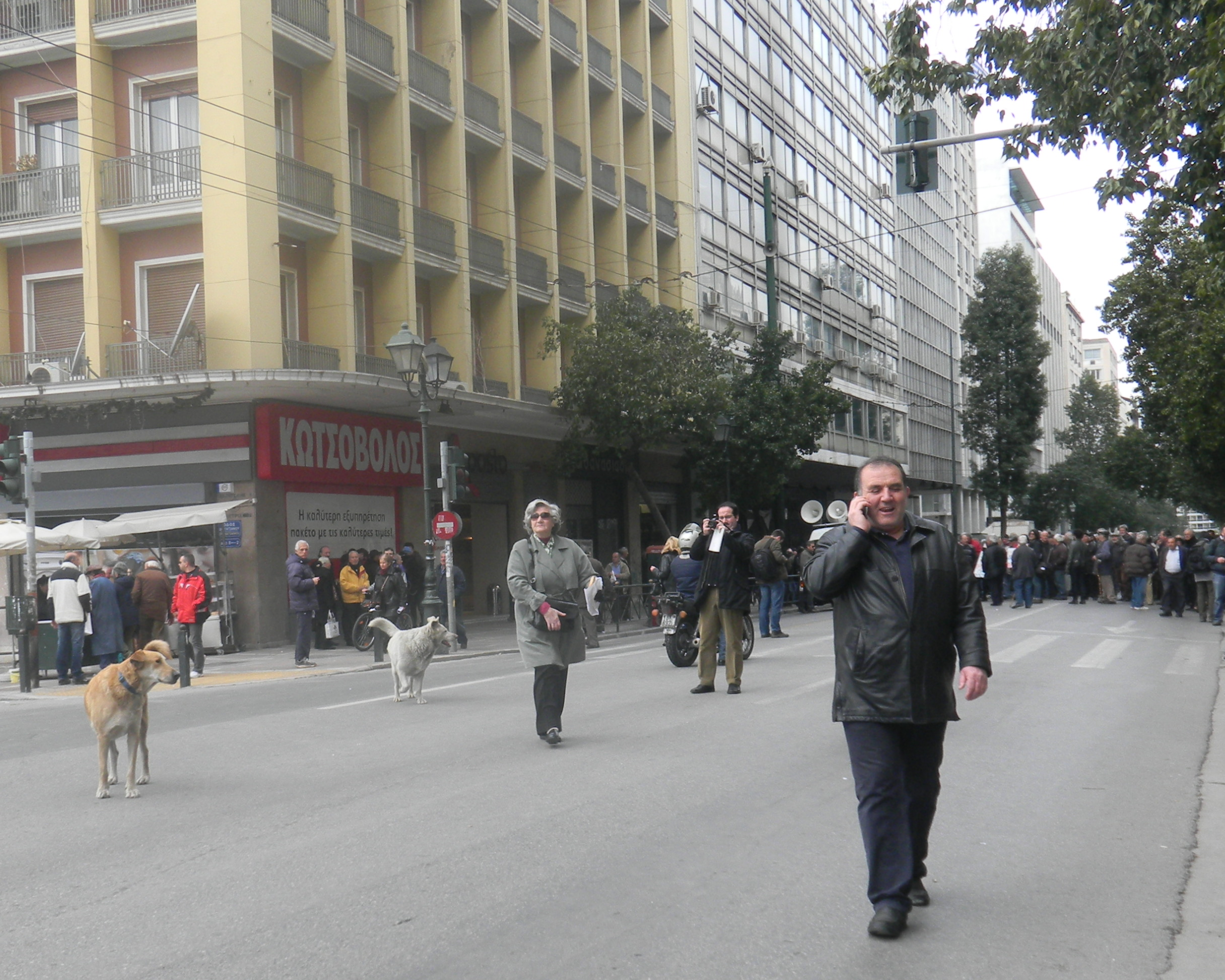
Kanellos (izquierda) y otro perro en una protesta de 2012

Un perro de protesta es un perro callejero que acompaña a los manifestantes durante una protesta callejera. El término se originó en los disturbios en Grecia en 2008, cuando varios perros callejeros permanecieron junto a los manifestantes, incluso durante los estallidos de violencia. Algunos de los perros alcanzaron fama y ganaron seguidores alrededor del mundo, como el perro griego Loukanikos y Negro Matapacos en Chile.

## En Grecia

### Loukanikos

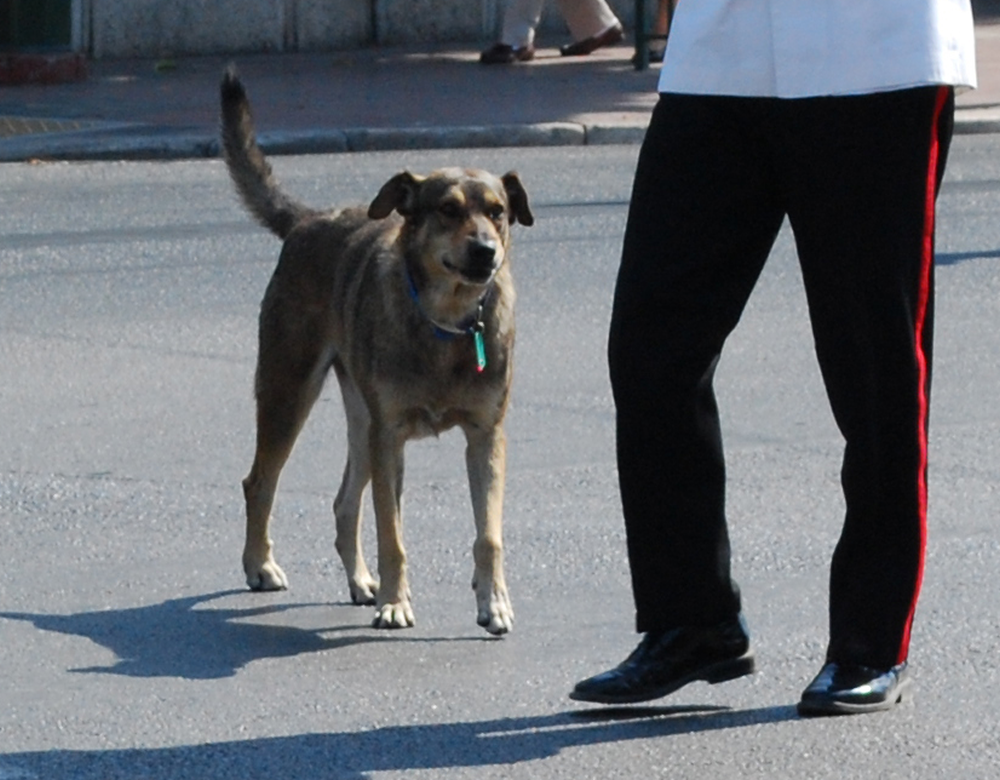
Loukanikos en 2009

Loukanikos (Griego: Λουκάνικος: referencia a la salchicha loukaniko) o, más comúnmente conocido como Louk (Λουκ), a veces confundido por los medios con Kanellos,  estuvo presente en casi todas las protestas en Atenas hasta el año 2012. Este perro callejero se convirtió en un símbolo de las protestas en Grecia contra las medidas de austeridad impulsadas por el FMI y el BCE.  Existió cierta incertidumbre respecto a la posibilidad de que Loikanikos y Thodoris fueran el mismo perro,  sin embargo, esto fue desmentido tras la muerte de Loukanikos.
En septiembre de 2011, durante una demostración del sindicato de policías en el centro de Atenas,  según testigos presenciales,  Loukanikos, parecía estar confundido al ver ambos bandos vestidos con uniformes de policía, pero cuando el escuadrón antidisturbios ataco a los protestantes, el perro tomó el bando de los que "estaban siendo agredidos",
La salud de Loukanikos se vio gravemente afectada por la inhalación de gases lacrimógenos y otras sustancias durante las numerosas protestas en las que participo,  pero vivió aproximadamente 10 años, falleciendo tranquilamente en 2014 en el hogar de una persona que lo cuidaba.

### Kanellos

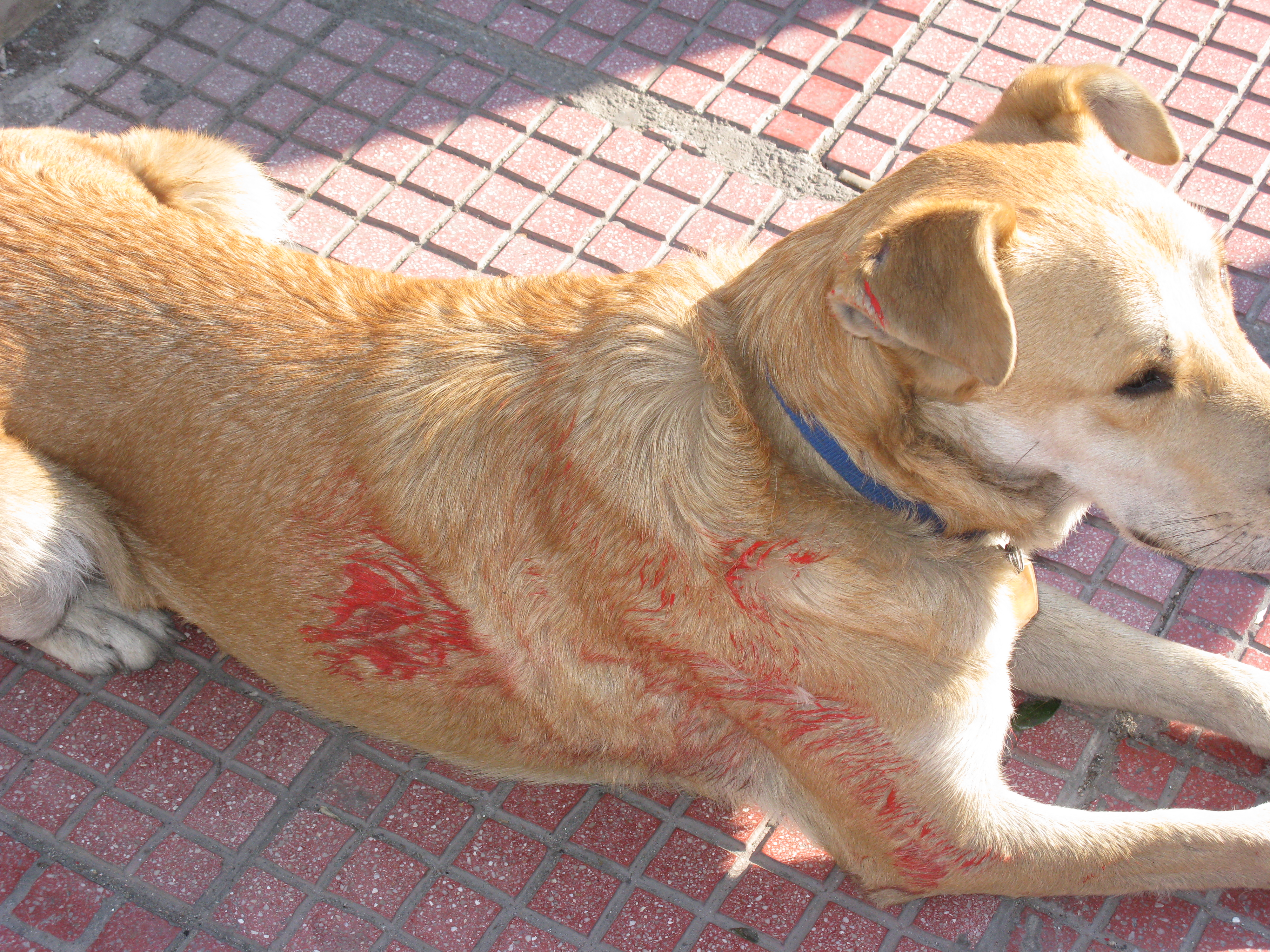
Kanellos salpicado de pintura roja en 2008

Kanellos (Griego: Κανέλλος; Traducción: Canela) era una perra de raza mestiza, de pelaje claro,  y es considerada por muchos como el primer "perro de protesta" griego. Su primera aparición fue en fotografías tomadas durante una asamblea general de estudiantes durante la ocupación de la Universidad Politécnica Nacional de Atenas. Kanellos se hizo famosa durante las protestas griegas de 2008, cuando fotógrafos y camarógrafos comenzaron a notar que el mismo perro aparecía una y otra vez en sus imágenes.  El perro parecía caminar junto a los protestantes y ponerse de su lado.
Según reportes de testigos, Kanellos sufrió de artritis en sus últimos años, lo que llevo a un grupo de estudiantes a reunir donaciones para comprarle una silla de ruedas para perros. Gracias a esto, uno de los estudiantes pudo adoptarla y pudo estar acompañada hasta su muerte.

### Thodoris
Thodoris (Θοδωρής) es un perro muy parecido a Kanellos, y se cree que podría ser uno de sus cachorros. Es mestizo, con un pelaje dorado claro, y que a pesar de ser callejero, parase haber recibido todas las vacunas necesarias, como lo indica su collar azul.

## En Chile

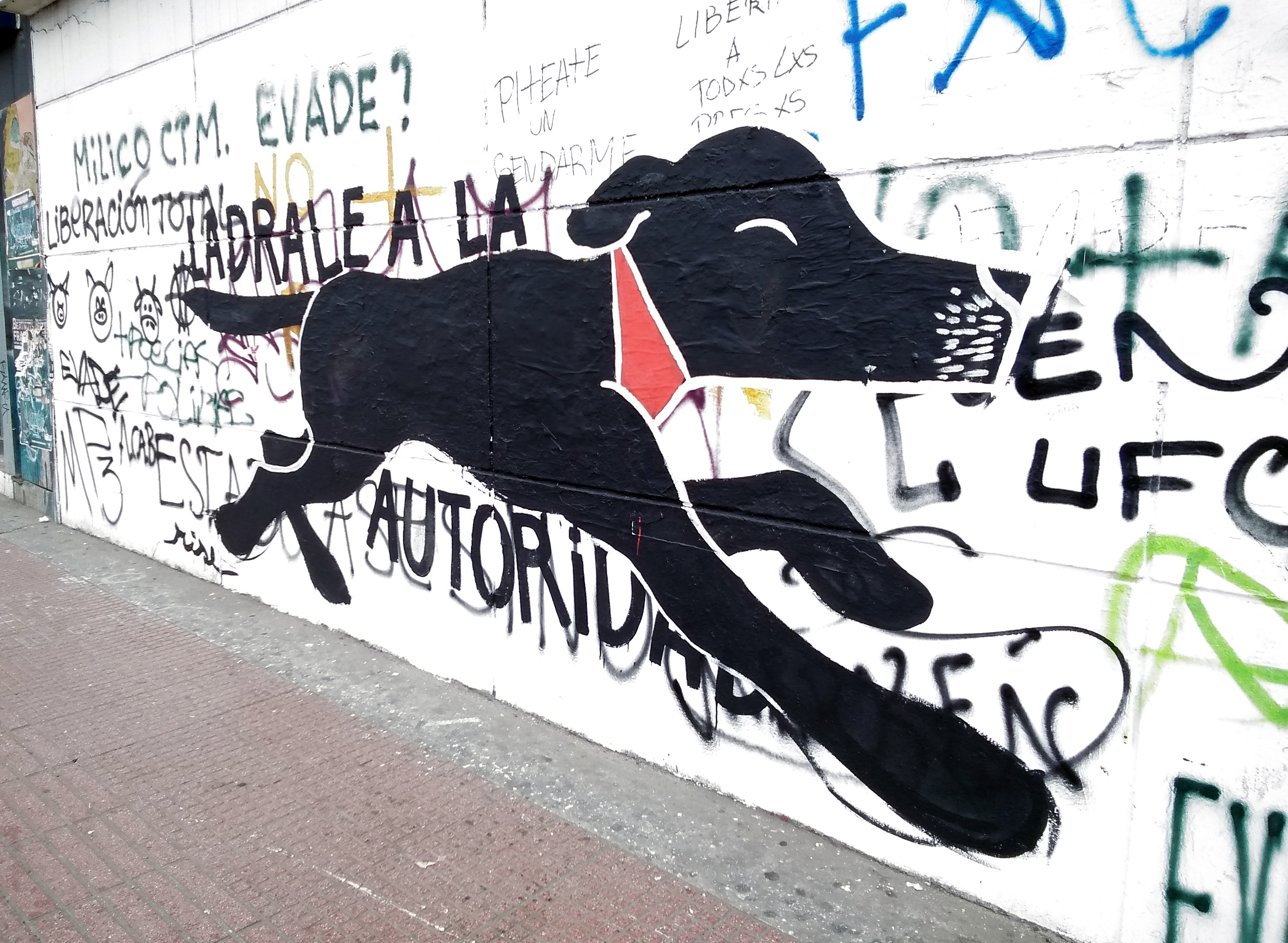
Un grafiti de Negro Matapacos

En Chile, durante las protestas estudiantiles de 2011 a 2013, un perro callejero acompañó a los manifestantes. Los protestantes lo llamaron "Negro Matapacos" (paco, jerga chilena para referirse a un policía) o simplemente "El Negro".  Matapacos murió el 26 de agosto de 2017 de causas naturales, acompañado por un veterinario y otras personas que lo cuidaban.
Durante las protestas de 2019, la imagen de Negro Matapacos volvió a cobrar notoriedad, y los manifestantes tomaron inspiración del perro durante las movilizaciones, apareciendo en carteles, stickers, murales y esculturas de papel maché. Algunas personas incluso solicitaron la instalación de una estatua del perro en un espacio público.

## En otros países
Se han reportado perros que acompañan en diversas manifestaciones en Perú.

### Videos
- "Sausage, el perro de protesta de Grecia", de Reuters
- "Greece's front-line riot dog", BBC News
- Un perro de protesta se mantiene firme mientras los bomberos griegos protestan en el centro de Atenas, 26 de marzo de 2009. Medio independiente.

- Datos: Q19839237
- Multimedia: Riot dogs / Q19839237